# Zach Bryan
Zachary Lane "Zach" Bryan, född 2 april 1996 i Okinawa prefektur i södra Japan, är en amerikansk countrymusiker och singer-songwriter från Oologah, Oklahoma. Han har under i stort sett hela sin karriär blivit uppmärksammad med ett flertal utmärkelser, vilket inkluderar ett pris på Academy of Country Music (årets nya manliga artist), en Grammy Award och fyra stycken Billboard Music Awards. Han har också sålt över 30 miljoner album och singlar, detta enligt en utsago från Recording Industry Association of America (RIAA).
Efter att ha släppt två stycken egenproducerade album vid namn DeAnn (2019) och Elisabeth (2020), så skrev Zach Bryan på ett kontrakt för Warner Records, och släppte sitt tredje album (tillika stora skivdebut) American Heartbreak (2022), som lyckades nå femteplatsen på Billboard 200, och som leddes av Billboard Hot 100's topp tio-singel "Something in the Orange". Han har därefter släppt två ytterligare album, Zach Bryan och The Great American Bar Scene, som släpptes under år 2023 respektive år 2024. Han har också varit med i ett avsnitt av TV-serien Yellowstone, där han spelar rollen som sig själv.